# Letiště Eindhoven
Letiště Eindhoven (IATA: EIN, ICAO: EHEH) (nizozemsky: Vliegbasis Eindhoven) je nizozemské letiště obsluhující město Eindhoven, které je od něj vzdáleno 7,6 kilometrů. S 4,7 miliony přepravenými pasažéry bylo v roce 2016 druhým největším letištěm v Nizozemsku, po amsterdamskému Schipholu. Je využíváno jak civilně, tak pro účely Nizozemského královského letectva. Většinu letů odsuď létají společnosti Ryanair, Transavia či Wizz Air.
K lednu 2020 létaly z Prahy do Eindhovenu společnosti Ryanair a Transavia.

## Odkazy

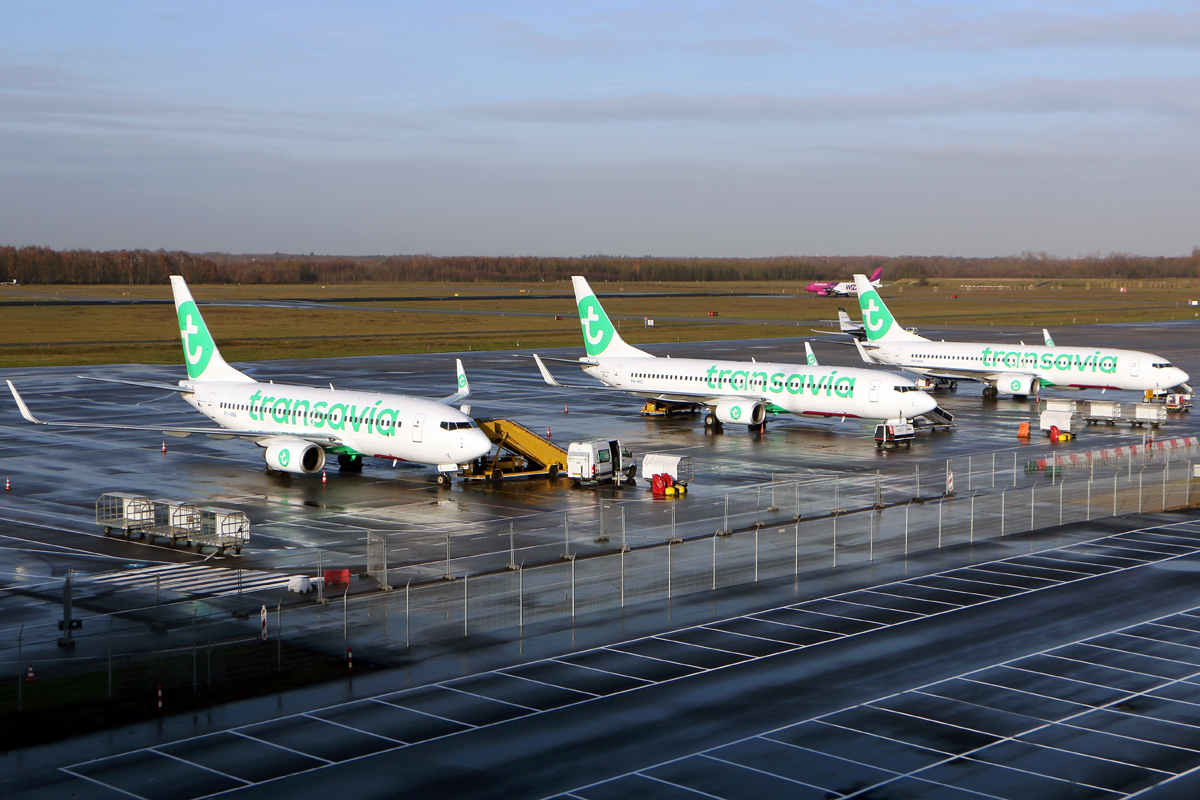
Letadla společnosti Transavia